# Лейкв'ю (Каліфорнія)
Лейкв'ю (англ. Lakeview) — переписна місцевість (CDP) в США, в окрузі Ріверсайд штату Каліфорнія. Населення — 1977 осіб (2020).

## Географія
Лейкв'ю розташований за координатами 33°49′42″ пн. ш. 117°7′24″ зх. д. / 33.82833° пн. ш. 117.12333° зх. д. (33.828465, -117.123334).  За даними Бюро перепису населення США в 2010 році переписна місцевість мала площу 8,44 км², уся площа — суходіл.

## Демографія
Згідно з переписом 2010 року, у переписній місцевості мешкали 2104 особи в 538 домогосподарствах у складі 450 родин. Густота населення становила 249 осіб/км².  Було 599 помешкань (71/км²).
Расовий склад населення:
| - 53,1 % — білих - 2,3 % — корінних американців - 0,7 % — чорних або афроамериканців - 0,3 % — азіатів - 0,1 % — вихідців з тихоокеанських островів - 40,0 % — осіб інших рас |

До двох чи більше рас належало 3,5 %. Частка іспаномовних становила 64,2 % від усіх жителів.
За віковим діапазоном населення розподілялося таким чином: 32,4 % — особи молодші 18 років, 58,8 % — особи у віці 18—64 років, 8,8 % — особи у віці 65 років та старші. Медіана віку мешканця становила 30,9 року. На 100 осіб жіночої статі у переписній місцевості припадало 98,1 чоловіків;  на 100 жінок у віці від 18 років та старших — 103,3 чоловіків також старших 18 років.
Середній дохід на одне домашнє господарство  становив 60 500 доларів США (медіана — 53 191), а середній дохід на одну сім'ю — 62 808 доларів (медіана — 54 474). Медіана доходів становила 31 287 доларів для чоловіків та 22 136 доларів для жінок. За межею бідності перебувало 22,0 % осіб, у тому числі 34,2 % дітей у віці до 18 років та 1,0 % осіб у віці 65 років та старших.
Цивільне працевлаштоване населення становило 902 особи. Основні галузі зайнятості: освіта, охорона здоров'я та соціальна допомога — 24,6 %, будівництво — 13,1 %, оптова торгівля — 10,6 %, сільське господарство, лісництво, риболовля — 9,9 %.